# Bagesten
Bagesten, ovnsten eller pizzasten er en skive sten, ofte granit eller kalksten, som anvendes i ovne, for at det, der bages i ovnen, skal få  samme konsistens, som hvis det var bagt i en stenovn. Den kan anvendes, når man bager pizza eller brød.
Bagestenen gør, at ovnen får en temperatur, der giver i en hårdere skorpe og bedre karakter.
Stenen placeres på en bagerist i bunden af en kold ovn. Når ovnen har nået den ønskede temperatur, placeres bagværket på bagestenen.

## Ekstern henvisning
- Kvalimad.dk - Bageteknik #9 - Bagesten, pizzasten og damp i ovnen - teknisk artikel der kun vil interessere brødnørder!

| Mad og drikke | Spire Denne artikel om mad og drikke er en spire som bør udbygges. Du er velkommen til at hjælpe Wikipedia ved at udvide den. |